# Edward Cook
Edward Tiffin Cook, Jr. (ur. 27 listopada 1889 w Chillicothe w stanie Ohio, zm. 18 października 1972 tamże) – amerykański lekkoatleta, mistrz olimpijski z Londynu z 1908.
Uprawiał różne konkurencje lekkoatletyczne: skok o tyczce, skok w dal i biegi płotkarskie. Był akademickim mistrzem Stanów Zjednoczonych (IC4A) w skoku w dal w 1908 i 1909 oraz mistrzem USA (AAU) w skoku o tyczce w 1907 i 1911.
Na igrzyskach olimpijskich w 1908 w Londynie startował w skoku o tyczce i skoku w dal. W skoku o tyczce dwóch zawodników osiągnęło najwyższą wysokość 3,71 m: Cook (w rundzie eliminacyjnej) i inny Amerykanin Alfred Gilbert w rundzie finałowej. Ponieważ konkurs się przedłużał ze względu na dramatyczne okoliczności towarzyszące zakończeniu biegu maratońskiego (vide Dorando Pietri), sędziowie podjęli decyzję o nieprzeprowadzeniu dogrywki i przyznali dwa złote i trzy brązowe medale. W skoku w dal Cook zajął 4. miejscee.
Ukończył studia na Cornell University w 1910. Pracował jako farmer, a później został dyrektorem First National Bank of Chillicothe.